# Iphimedia stegosaura
Iphimedia stegosaura is een vlokreeftensoort uit de familie van de Iphimediidae. De wetenschappelijke naam van de soort is voor het eerst geldig gepubliceerd in 1975 door Griffiths.